# Weisellosigkeit
Weisellosigkeit bezeichnet in der Imkerei den Zustand, dass ein Bienenvolk keine Königin (Weisel) besitzt.

## Definition
Die Bienenkönigin ist das einzige fortpflanzungsfähige Weibchen im Bienenvolk, das für die Eiablage und den Fortbestand der Gemeinschaft verantwortlich ist. Fehlt sie, spricht man von Weisellosigkeit. Ohne Königin kann das Volk keine befruchteten Eier mehr produzieren und ist langfristig nicht überlebensfähig.

## Ursachen
Weisellosigkeit kann durch verschiedene Faktoren entstehen. Häufig ist der Tod der Königin die Ursache, etwa infolge von Alter, Krankheit oder ungünstigen Witterungseinflüssen. Auch ein Verlust bei der Begattung kommt vor, wenn Königinnen von ihrem Hochzeitsflug nicht zurückkehren. Zudem können Imkerfehler, wie das unbeabsichtigte Töten oder Verletzen der Königin bei Durchsichten, zu Weisellosigkeit führen.

## Erkennungsmerkmale
Weisellosigkeit zeigt sich sowohl im Brutbild als auch im Verhalten der Bienen. Typisch sind fehlende Eier und junge Brut sowie das Auftreten von Buckelbrut, die beispielsweise durch legende Arbeiterinnen verursacht wird. Auffällig ist zudem ein unruhiges, lautes Brummen in Verbindung mit erhöhter Nervosität. Die Bienen laufen oft orientierungslos umher, und es kann vermehrt zu Räuberei oder Kämpfen am Flugloch kommen.

## Diagnose
Zur Feststellung der Weisellosigkeit dient die Weiselprobe.

## Folgen und Maßnahmen

### Allgemeines Vorgehen bei Weisellosigkeit
Ein weiselloses Volk, das keine Brutwabe mit Eiern oder junger Brut besitzt, kann ohne Eingreifen des Imkers nicht überleben. Mögliche Maßnahmen sind das Zusetzen einer neuen Königin oder das Vereinigen des weisellosen Volkes mit einem weiselrichtigen Volk, also einem Bienenvolk, das über eine Königin verfügt. Alternativ kann auch eine Brutwabe zugesetzt werden, um den Bienen die Anlage von Nachschaffungszellen zu ermöglichen.

### Maßnahmen bei buckelbrütigen Bienenvölkern
Buckelbrütige Bienenvölker besitzen keine Überlebenschance. Bei guter Volksgesundheit werden sie in der Regel abgewischt, während bei geschwächter Gesundheit das Abschwefeln erfolgt. Vor dem Abwischen sollte den Bienen Futter gereicht werden, um ihnen das Einbetteln in Nachbarvölker zu erleichtern.

## Historische Bedeutung
Der Begriff „weisellos“ findet sich bereits im Deutschen Wörterbuch der Brüder Grimm mit der Bedeutung „ohne Weisel“, „führerlos“ und wurde als eine der größten Gefahren für den Fortbestand eines Bienenvolks beschreiben.